# Nymphes myrmeleonoides
Nymphes myrmeleonoides är en insektsart som beskrevs av Leach 1814. Nymphes myrmeleonoides ingår i släktet Nymphes och familjen Nymphidae. Inga underarter finns listade i Catalogue of Life.

## Bildgalleri

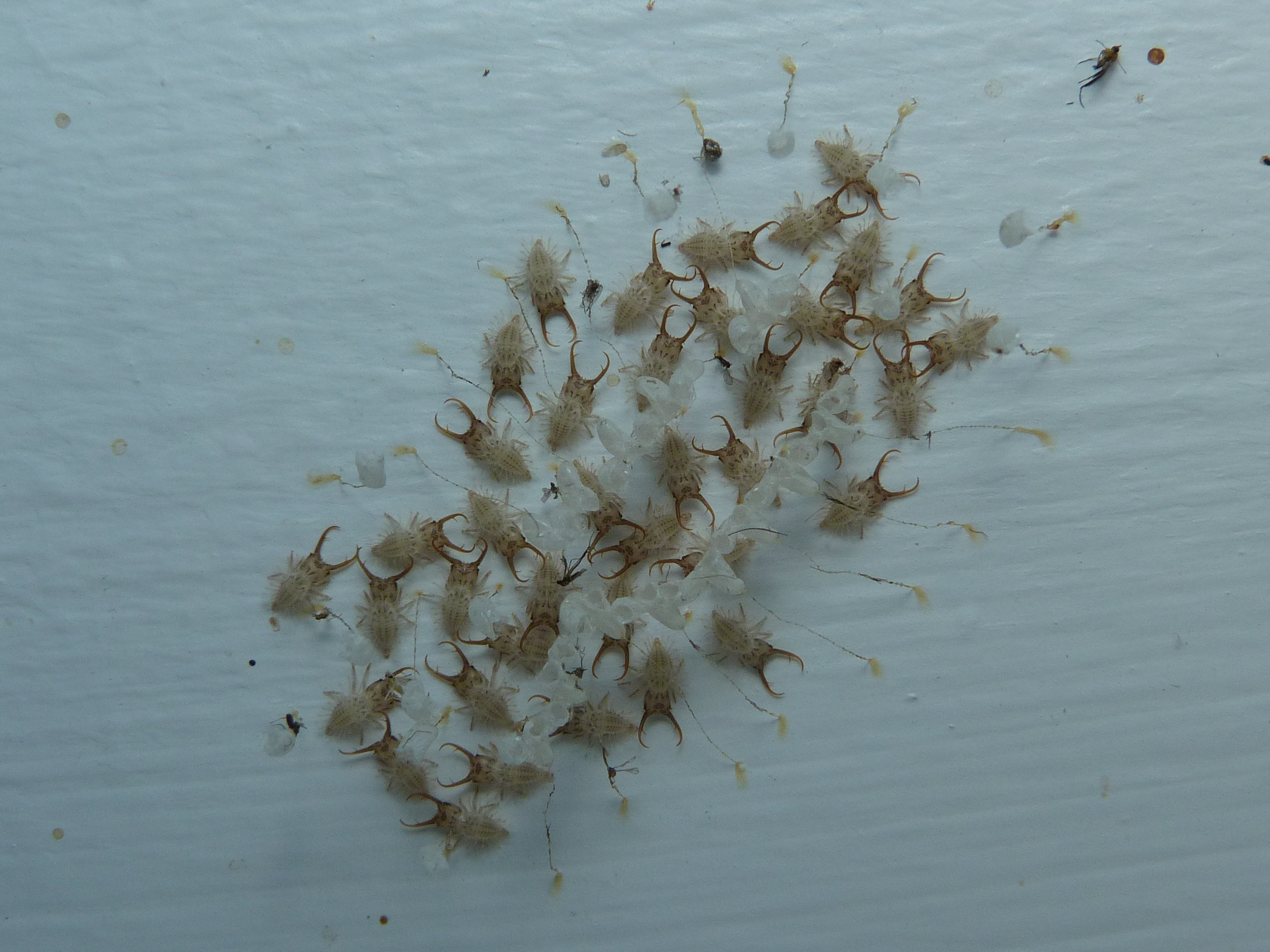
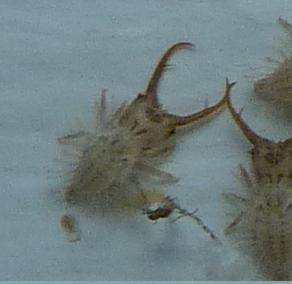
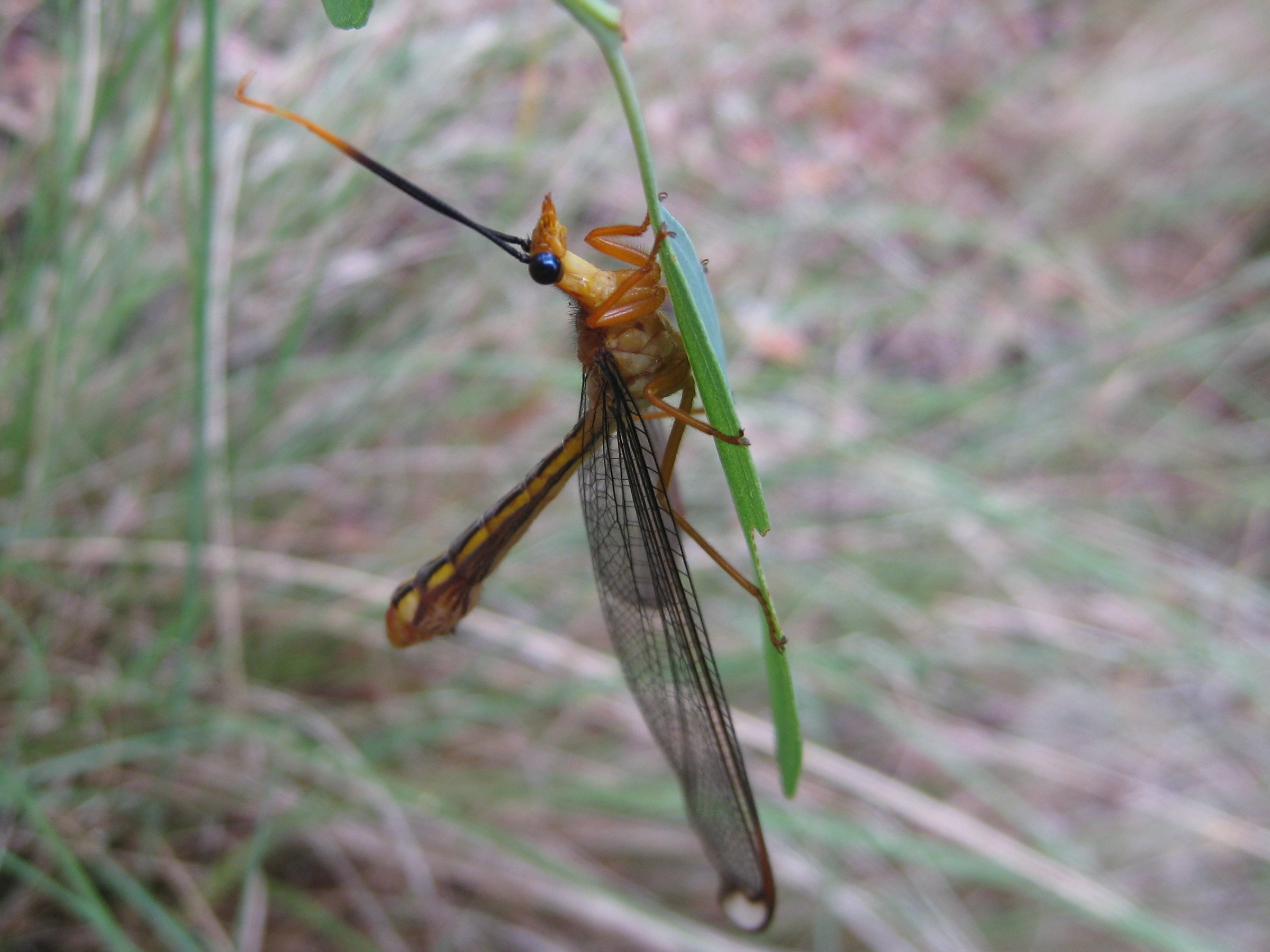
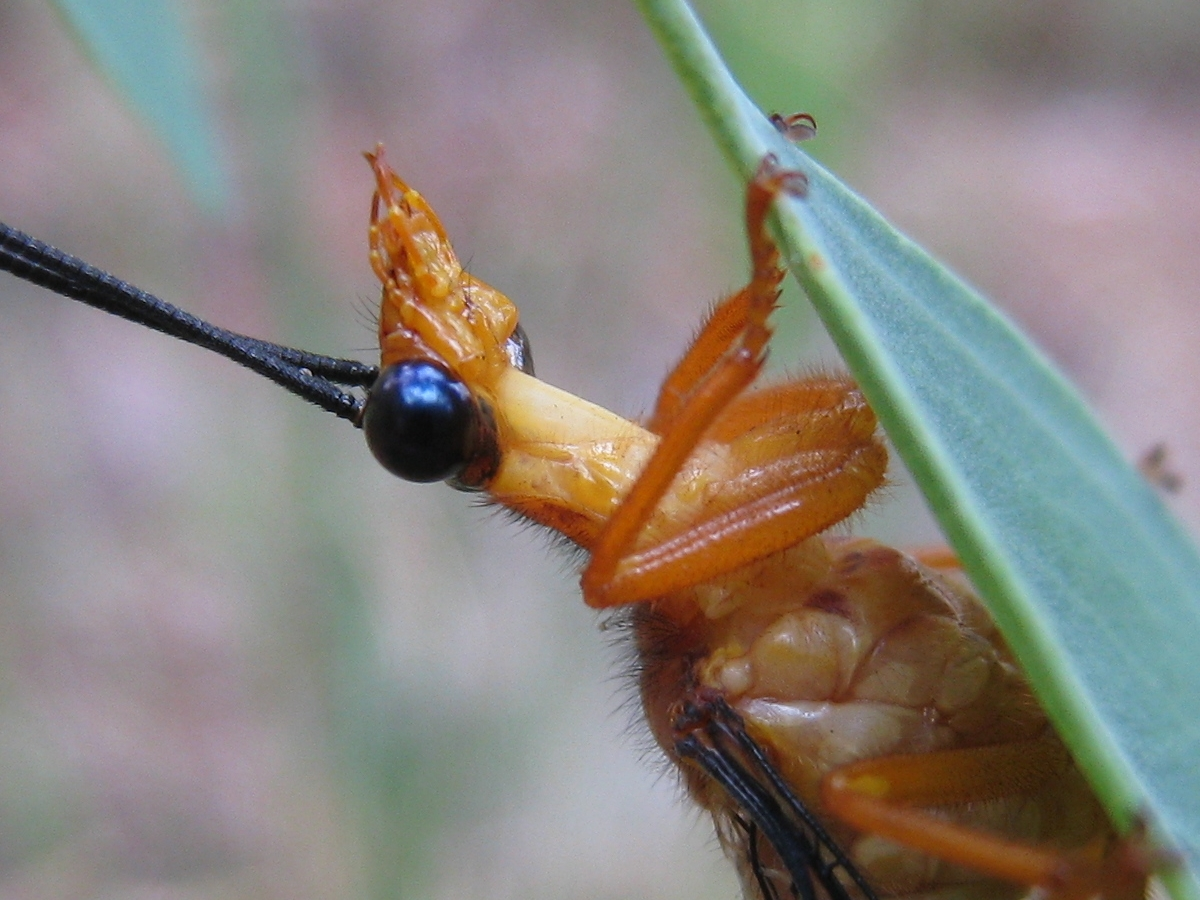
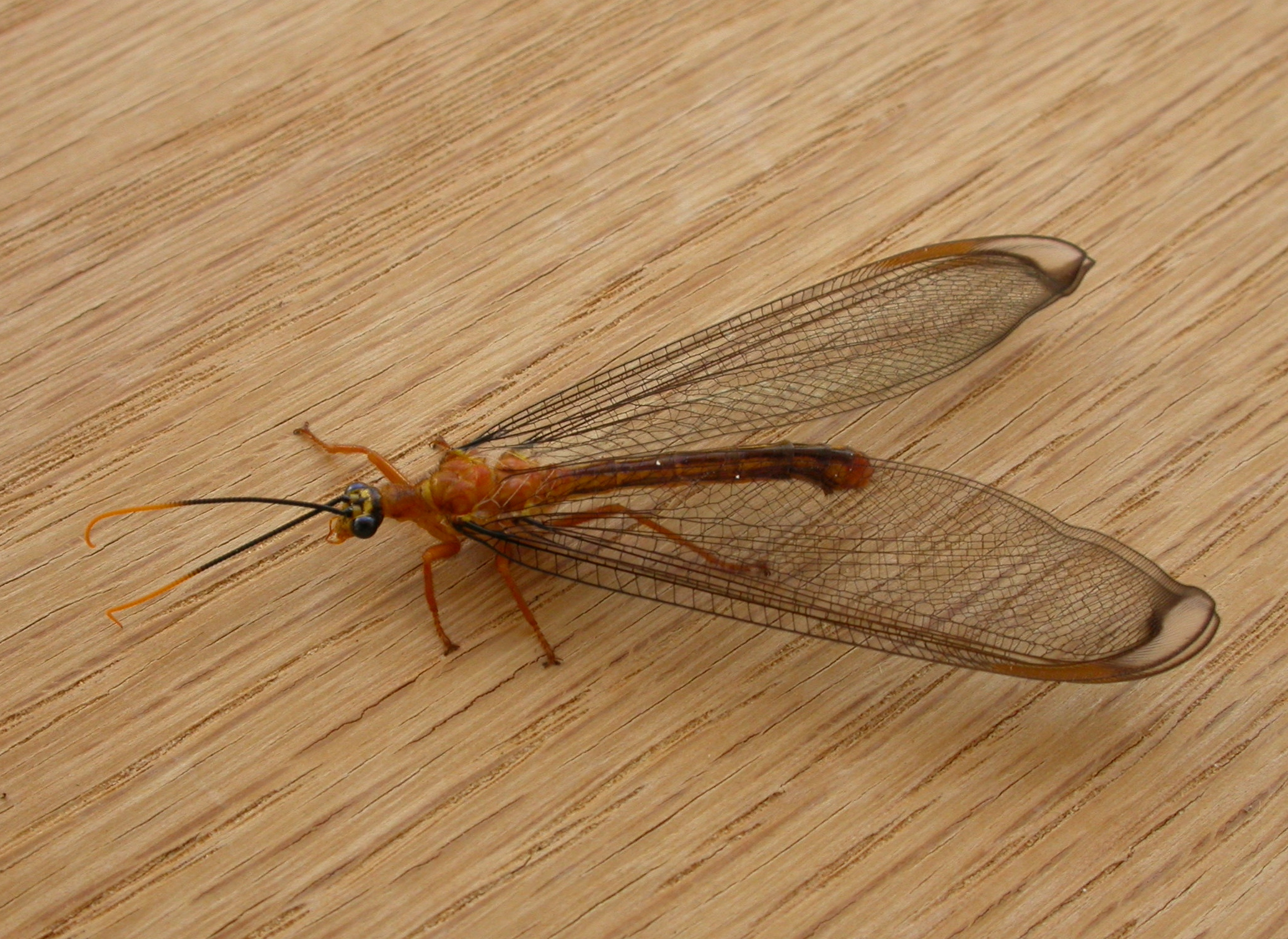